# Villardondiego
Villardondiego község Spanyolországban,  Zamora tartományban. Villardondiego Toro, Villavendimio és Pinilla de Toro községekkel határos. Lakosainak száma 127 fő (2024).

## Népesség
A település népessége az utóbbi években az alábbiak szerint változott:
| Lakosok száma | 123  | 121  | 124  | 112  | 108  | 103  | 95   | 107  | 125  | 127  |
|               | 2001 | 2004 | 2007 | 2009 | 2012 | 2014 | 2017 | 2019 | 2022 | 2024 |